# Бангура, Джон Амаду
Джон Амаду Бангура (англ. John Amadu Bangura; 8 марта 1930, Калангба, Северная провинция — 29 марта 1970, Фритаун) — военный и политический деятель Сьерра-Леоне.

## Биография
С 1968 по 1970 год занимал должность начальника штаба обороны вооружённых сил Сьерра-Леоне, а в 1967 году работал послом Сьерра-Леоне в Соединённых Штатах Америки. Был исполняющим обязанности генерал-губернатора Сьерра-Леоне с 18 апреля 1968 года до 22 апреля 1968 года. В 1968 году возглавил Сержантский переворот, который успешно восстановил гражданское правление в Сьерра-Леоне.
Премьер-министр Сьерра-Леоне Сиака Стивенс обещал проводить реформы на основе социалистических принципов. Однако, когда стал премьер-министром, он отказался от своих предвыборных обещаний и использовал авторитарную модель управления. Джон Амаду Бангура, сторонник демократической формы правления, был сильно разочарован и критиковал политику Сиаки Стивенса, который начал сокращать расходы на армию, которая, по его мнению, представляла угрозу для достижения абсолютной власти. Джон Амаду Бангура выступил против режима Сиаки Стивенса и был арестован в 1970 году. Его обвинили в заговоре и подготовке покушения с целью совершения государственного переворота против правительства Сиаки Стивенса .
В 1970 году Джон Амаду Бангура был приговорен к смертной казни за государственную измену. Несмотря на то, что Бангура привел Стивенса к власти после Сержантского переворота 1968 года, его просьбы о помиловании были отклонены. 29 марта 1970 года, в день своей казни, Бангура плакал и отказывался идти на виселицу. В итоге был избит до смерти, а на его останки была вылита концентрированная кислота. Чтобы его могила не стала объектом паломничества, Стивенс приказал похоронить останки в неизвестном месте. 